# Clarence Town, New South Wales
Clarence Town är en ort i Australien. Den ligger i kommunen Dungog och delstaten New South Wales, i den sydöstra delen av landet, omkring 150 kilometer norr om delstatshuvudstaden Sydney. Antalet invånare är 2 108.
Närmaste större samhälle är Raymond Terrace, omkring 19 kilometer söder om Clarence Town.
I omgivningarna runt Clarence Town växer i huvudsak städsegrön lövskog. Runt Clarence Town är det ganska glesbefolkat, med 48 invånare per kvadratkilometer. Genomsnittlig årsnederbörd är 1 277 millimeter. Den regnigaste månaden är februari, med i genomsnitt 223 mm nederbörd, och den torraste är juli, med 46 mm nederbörd.